# Antistios
Antistios (altgriechisch Ἀντίστιος) war ein griechischer Koroplast, der am Ende des 1. Jahrhunderts v. Chr. und am Anfang des 1. Jahrhunderts n. Chr. in Myrina in Kleinasien tätig war.
Antistios ist von Signaturen auf fünf Tonstatuetten(-Typen) bekannt, zwei davon zeigen drapierte Frauen und je eine die Göttin Aphrodite, den Gott Asklepios und einen Epheben.

## Nachweise
1. ↑  Statue der Aphrodite auf der Seite des Louvre

| Personendaten    | Personendaten          |
| ---------------- | ---------------------- |
| NAME             | Antistios              |
| ALTERNATIVNAMEN  | Ἀντίστιος              |
| KURZBESCHREIBUNG | griechischer Koroplast |
| GEBURTSDATUM     | 1. Jahrhundert v. Chr. |
| STERBEDATUM      | 1. Jahrhundert         |